# Zvonce
Zvonce (lat. Edraianthus), biljni rod u porodici zvončikovki s oko dvadesetak vrsta zeljastih trajnica raširenih na području tzv. Balkana, uključujući BiH i Srbiju, zatim u Grčkoj, Rumunjskoj, Hrvatskoj i na području Italije.
U Hrvatskoj raste oko 6 vrsta: dalmatinsko zvonce (Edraianthus dalmaticus), dinarsko zvonce (Edraianthus dinaricus), širokolisno zvonce ili hrvatsko zvonce (Edraianthus graminifolius), patuljasto ili biokovsko zvonce (Edraianthus pumilio), puzavo zvonce ili kreštalica (Edraianthus serpyllifolius), uskolisno zvonce (Edraianthus tenuifolius), a na području susjedne Srbije i u Bugarskoj (Edraianthus serbicus).

## Vrste
1. Edraianthus australis Lakušić ex Greuter, Burdet & G. Long
2. Edraianthus caespitosus F.K.Mey.
3. Edraianthus canescens D.Lakušić, Niketić & Stevan.
4. Edraianthus dalmaticus (A.DC.) A.DC.
5. Edraianthus dinaricus (A.Kern.) Wettst.
6. Edraianthus glisicii Cernjavski & Soska
7. Edraianthus graminifolius (L.) A.DC.
8. Edraianthus hercegovinus K.Malý
9. Edraianthus horvatii Lakušić
10. Edraianthus × intermedius Degen
11. Edraianthus × lakusicii Stevan. & D.Lakušić
12. Edraianthus × murbeckii Wettst.
13. Edraianthus niveus Beck
14. Edraianthus parnassicus (Boiss. & Spruner) Halácsy
15. Edraianthus pilosulus (Beck) Surina & D.Lakušić
16. Edraianthus pubescens F.K.Mey.
17. Edraianthus pulevicii Surina & D.Lakušić
18. Edraianthus pumilio (Port. ex Schult.) A.DC.
19. Edraianthus serbicus (A.Kern.) Petrovic
20. Edraianthus serpyllifolius (Vis.) A.DC.
21. Edraianthus stankovicii (Lakušić) D.Lakušić & Surina
22. Edraianthus sutjeskae Lakušić
23. Edraianthus tarae Lakušić
24. Edraianthus tenuifolius (A.DC.) A.DC.
25. Edraianthus wettsteinii Halácsy & Bald.